# Da Vinci (groupe)
Pour les articles homonymes, voir Da Vinci.
Da Vinci est un groupe de Pop portugais.
À sa création, en 1982, le groupe se compose de Pedro Luís, Iei-Or et João Heitor (musicien de jazz).
En 1984, ils sont rejoints par Fernando António. En 1985, lors de l'enregistrement du simple Momentos de Paixão, on note la participation des musiciens Celso de Carvalho et Manuel Cardoso.
En 1989, au moment de la participation au Concours Eurovision de la chanson, le groupe est composé de Pedro Luís, Iei Or, du guitariste Ricardo (ex-membre du groupe TNT), du batteur Joaquim Andrade et des choristes Dora Fidalgo et Sandra Fidalgo.
Ils représentent le Portugal au Concours Eurovision de la chanson 1989 avec la chanson Conquistador et finissent seizièmes.
Aujourd'hui, le groupe se limite à deux des membres fondateurs : Iei-Or, chanteuse et parolière, et Pedro Luís, compositeur, claviériste, choriste et producteur.

## Discographie

### Simples
- 1982 : Fantasmas / Lisboa Ano 10.000 (PolyGram)
- 1982 : Hiroxima (Meu Amor) / 1001 Noite (PolyGram), disque d'argent
- 1983 : Xau Xau de Xangai / Lágrimas de Prazer (PolyGram)
- 1984 : Anjo Azul / Vivo Na Selva (PolyGram)
- 1985 : Momentos de Paixão / Shock Waves No Meu Video(PolyGram)
- 1986 : Prince of Xanadu / Prince of Xanadu (Instrumental) (PolyGram)
- 1989 : Baby (Foi Tudo por Amor) / Por Cima de Um Vulcão (Discossete)
- 1989 : Conquistador / Love Conquistador (Discossete)

### Albums
- 1983 : Caminhando (PolyGram)
- 1988 : A Jóia no Lótus (Discossete), disque d'or
- 1989 : Conquistador (Discossete), disque d'or puis disque de platine
- 1990 : Dança dos Planetas (Discossete)
- 1993 : Entre o Inferno e o Paraíso (PolyGram)
- 1995 : Oiçam (Movieplay)
- 1999 : Momentos de Paixão (CD7)